# Alfonso Celis Jr.
Alfonso Celis Enecoiz, mais conhecido como Alfonso Celis Jr. (Cidade do México, 18 de setembro de 1996), é um automobilista mexicano. Ele está vinculado desde 2016 com a equipe Force India de Fórmula 1 como terceiro piloto.